# Encelado (mitologia)

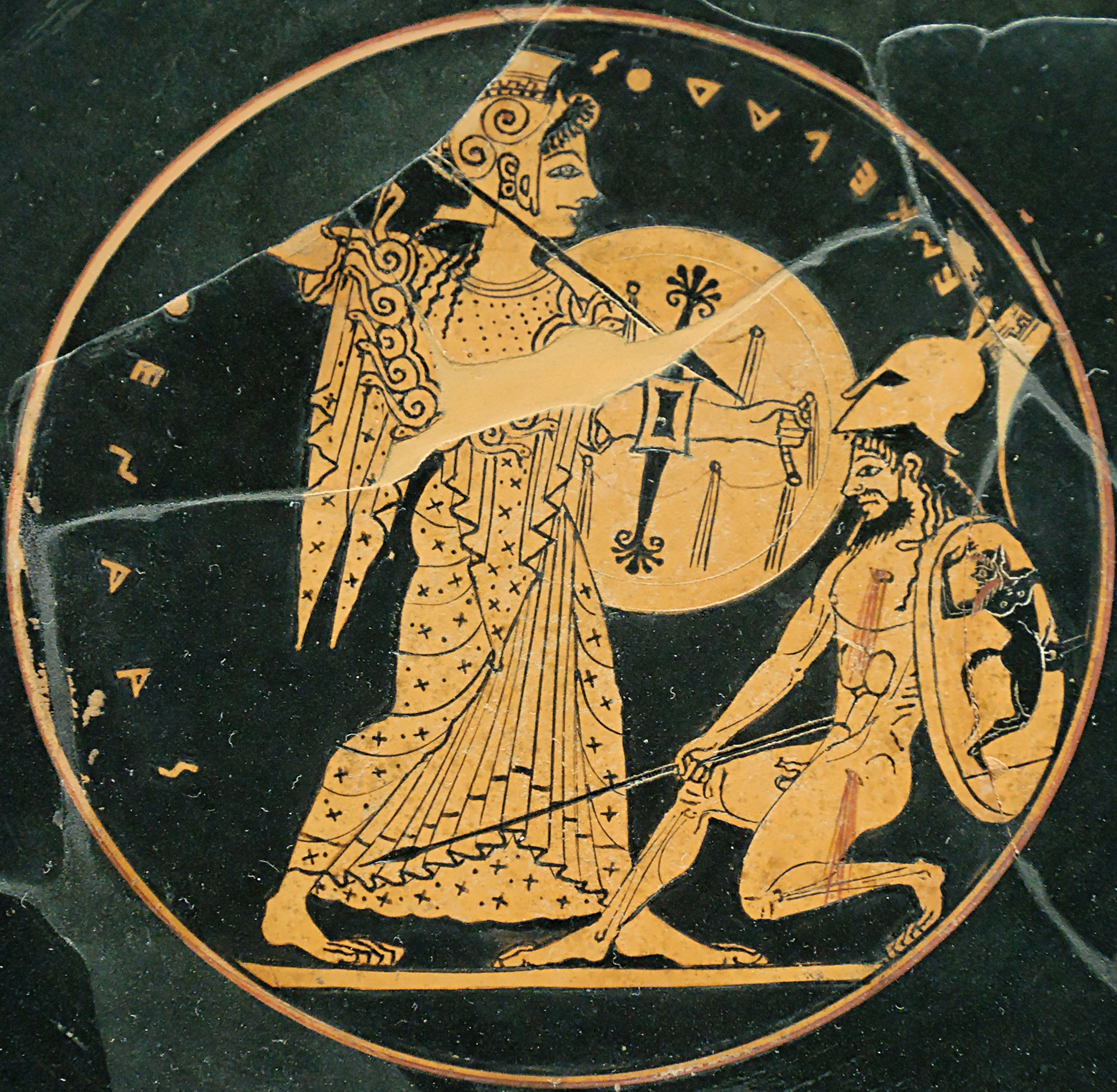
Lotta fra Atena ed Encelado, su un piatto attico a figure rosse, circa 525 a.C.

Nella mitologia greca Encelado (in greco antico: Ἐγκέλαδος?, Enkélados) è uno dei Giganti, figlio di Gea (la Terra), fecondata dal sangue di Urano che cadde al suolo quando il figlio Crono evirò il padre. Come gli altri Giganti, Encelado nacque in una specifica regione: Flegra (in Tracia) o Pallene.
Come tutti i Giganti, Encelado era una creatura metà uomo e metà bestia: fino alle cosce aveva forma umana, mentre al posto degli arti inferiori aveva squamose code di serpenti, anche se questa descrizione non è sempre stata seguita alla lettera nelle rappresentazioni pittoriche.
Con gli altri Giganti, Encelado partecipò alla cosiddetta Gigantomachia, la battaglia tra i Giganti e gli dèi dell'Olimpo. Durante la battaglia Encelado tentò di fuggire ma la dea Atena lo sotterrò gettandogli sopra l'isola di Sicilia, luogo dal quale non può più fuggire; il mito narra che l'attività vulcanica dell'Etna sia originata dal respiro infuocato di Encelado, mentre i tremori della terra durante i terremoti, dal suo rotolarsi sotto la montagna a causa delle ferite (miti simili sono narrati per Tifone). In Grecia, un terremoto è ancora poeticamente chiamato un "colpo di Encelado" (Το χτύπημα του Εγκέλαδου).

## Letteratura e arte

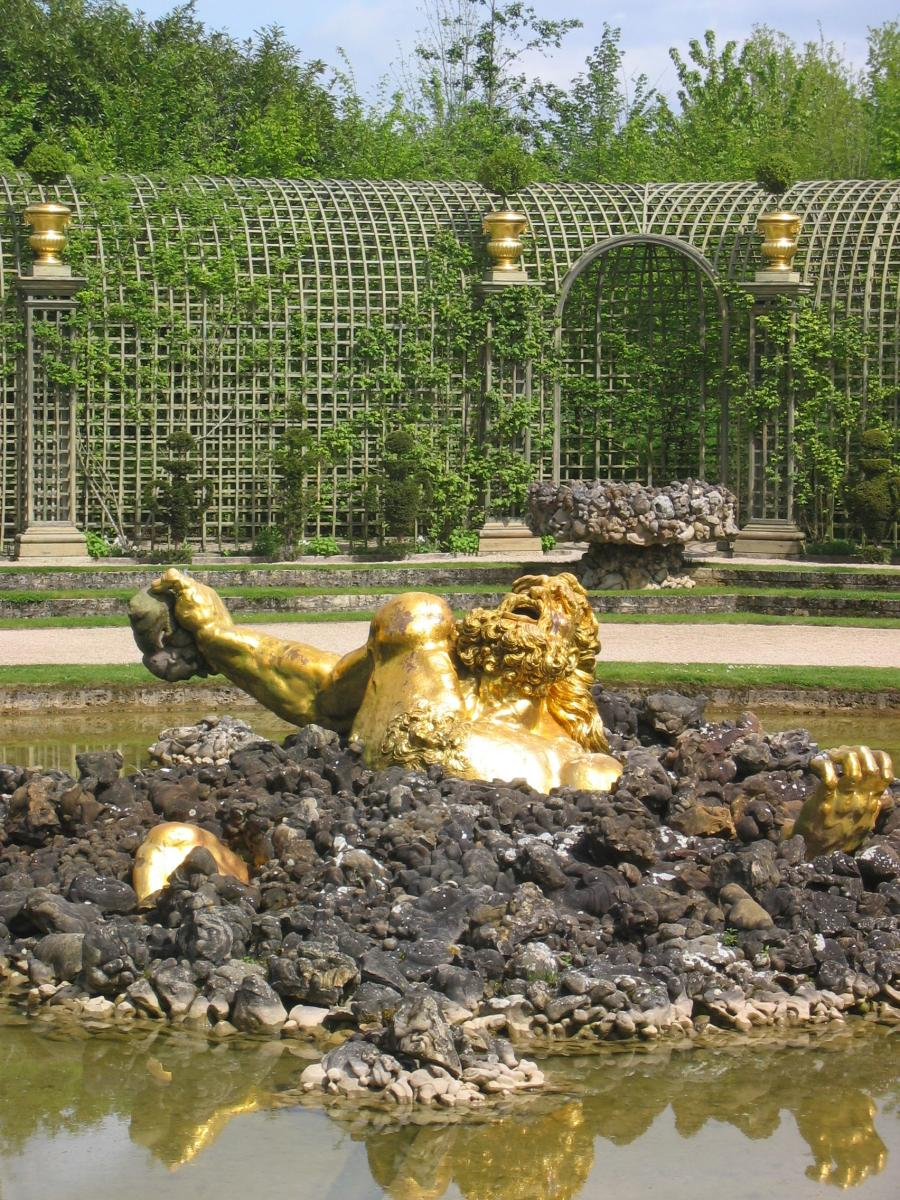
La Fontana di Encelado (Bosquet de l'Encélade), nel giardino di Versailles.

Nel dramma satiresco Ciclope di Euripide il dio minore Sileno sostiene di aver ucciso Encelado, colpendolo a morte con la sua lancia, ma questo era forse inteso dall'autore come un vanto di un ubriaco.
A Versailles, la costante iconografia di Luigi XIV del trionfo di Apollo e delle divinità olimpiche contro i loro oppositori, include la fontana di Encelado, che raffigura il gigante sepolto dalle rocce dell'Olimpo che aveva osato scalare, mentre affonda nelle acque lanciando un'ultima imprecazione, simboleggiata dallo zampillo che fuoriesce dalla sua bocca. La fontana è opera di Gaspard Marsy su disegno di Le Brunnella.

## Astronomia
- Encelado, una luna di Saturno, ha preso il nome dal personaggio mitologico.
- Gaia-Encelado: nome dell'antica galassia che in passato si scontrò con la Via Lattea[9]